# Nadītu
Nadītu of Naditu is een rechtspositie voor vrouwen in de Babylonische maatschappij en voor de Soemerische tempelvrouwen. Deze laatsten waren betrokken bij zakelijke activiteiten en bezaten onroerend goed in eigen naam.
Nadītu waren, voornamelijk in de oud-Babylonische maatschappij, bepaalde vrouwen die niet, zoals daar normaal was, binnen patriarchaal geleide familieverbanden leefden. Nadītus leefden meestal in kloostercomplexen - maar hadden daar in de regel een eigen huis - en waren zelfstandige rechtspersonen. Zij konden contracten afsluiten, vermogen uitlenen en andere zaken, die normale vrouwen ontzegd waren regelen; uit de bronnen blijkt dat zij zeer actief waren. Meestal maakten deze vrouwen deel uit van de elite, vaak de koningsfamilie.
Als financiële basis hadden zij hun bruidsschat die ze aan geen man mochten doorgeven; de bruidsschat was de vergoeding die vrouwen kregen, omdat een erfenis alleen in de patriarchale lijn doorgegeven werd. Het is niet geheel duidelijk of de Nadītus niet toch trouwen mochten, of dat dit alleen voorbehouden was aan de Nadītus die tot de Marduk Tempel behoorden. Volgens sommigen werd seksuele onthouding verlangd, of op zijn minst kinderloosheid, wat ook terugkomt in de betekenis van het begrip nadītu - de braakliggende.
In geval van sterfte verviel de bruidsschat aan haar broers of andere verwanten.
Er waren ook veel schrijfsters bij. Volgens het Gilgamesj-epos wordt de schrijfkunst oorspronkelijk aan de Godin toegewezen. In de tempel van Inanna in Erech zijn de vroegste tabletten met schrift gevonden, daterend uit 3200 v.Chr.. Daar woonden toen veel Naditu vrouwen als tempelpriesteressen.
Langs de rivieren de Tigris en de Eufraat worden nog veel tempels gevonden die ter verering van Inanna zijn opgericht en waar deze Naditu in actieve dienst waren. De Inannatempel bij Uruk (het Bijbelse Erech) is daarvan wel de grootste. Deze 5000 jaar oude tempel werd ook regelmatig herbouwd. Men vond er een beeld van een vrouwenhoofd en de bekende vaas van Uruk (thans in het museum in Bagdad), die reliëfs toont van aan de godin gewijde eigendommen en bossen, mannen die landvruchten aanbrengen, geiten, staan erop afgebeeld als symbolen voor het toenmalig sociaal bestel.
In het latere oude Griekenland zijn het de Hetaeren die zich een vergelijkbare status weten te garanderen. De status van de assisterende hiërodulen was merkelijk lager, maar ook hun opleidingsniveau was dat doorgaans.